# 西丽高铁站 (地铁)
西丽高铁站一个正在建设地铁站，位于中国广东省深圳市南山区，预计2027年开通，为四线乘换站。

## 历史
- 2022年，深圳市规划和自然资源局编制了《深圳市轨道第四期相关路线站名规划》并经市政府批准。
- 2024年，相关房屋工程开始工作。[3]